# سيتون شرودر
سيتون شرودر (بالإنجليزية: Seaton Schroeder)‏ هو ضابط أمريكي، ولد في 17 أغسطس 1849 في واشنطن العاصمة في الولايات المتحدة، وتوفي في 19 أكتوبر 1922.